# Джанлука Грава
Джанлука Грава (італ. Gianluca Grava, нар. 7 березня 1977, Казерта) — колишній італійський футболіст, захисник клубу «Наполі».
Насамперед відомий виступами за «Наполі», в якому провів дев'ять сезонів і виграв Кубок Італії.

## Ігрова кар'єра
Вихованець футбольної школи клубу «Казертана».
У дорослому футболі дебютував 1993 року виступами за команду клубу «Казертана», в якій провів чотири сезони, взявши участь у 84 матчах чемпіонату.
Протягом 1997—1998 років захищав кольори клубу «Турріс».
Своєю грою за команду привернув увагу представників тренерського штабу клубу «Тернана», до складу якого приєднався 1998 року. Відіграв за тернійську команду наступні шість сезонів своєї ігрової кар'єри. Більшість часу, проведеного у складі «Тернани», був основним гравцем захисту команди.
У вересні 2004 року перейшов на правах оренди до «Катандзаро», у складі якого провів увесь наступний сезон.
До складу клубу «Наполі» приєднався в січні 2005 року, яке в той час грало в Серії С. Разом з командою піднявся до найвищого італійського дивізіону, вигравши 2012 року Кубок Італії. Всього до літа 2013 року встиг відіграти за неаполітанську команду 157 матчів в національному чемпіонаті, після чого завершив ігрову кар'єру.

## Статистика виступів

### Статистика клубних виступів
| Сезон                 | Команда               | Чемпіонат             | Чемпіонат | Чемпіонат | Національний кубок | Національний кубок | Національний кубок | Континентальні кубки | Континентальні кубки | Континентальні кубки | Усього | Усього |
| Сезон                 | Команда               | Ліга                  | Ігор      | Голів     | Ліга               | Ігор               | Голів              | Ліга                 | Ігор                 | Голів                | Ігор   | Голів  |
| --------------------- | --------------------- | --------------------- | --------- | --------- | ------------------ | ------------------ | ------------------ | -------------------- | -------------------- | -------------------- | ------ | ------ |
| 1993-94               | «Казертана»           | CD                    | 2         | 0         | АКД                | ?                  | ?                  | —                    | —                    | —                    | ?      | ?      |
| 1994-95               | «Казертана»           | CD                    | 30        | 3         | АКД                | ?                  | ?                  | —                    | —                    | —                    | ?      | ?      |
| 1995-96               | «Казертана»           | CD                    | 27        | 3         | АКД                | ?                  | ?                  | —                    | —                    | —                    | ?      | ?      |
| 1996-97               | «Казертана»           | C2+плей-аут           | 25+2      | 1+0       | КІ-C               | ?                  | ?                  | —                    | —                    | —                    | ?      | ?      |
| Усього за «Казертану» | Усього за «Казертану» | Усього за «Казертану» | 84+2      | 7         |                    | ?                  | ?                  |                      | —                    | —                    | ?      | ?      |
| 1997-98               | «Турріс»              | C1+плей-аут           | 28+2      | 0         | КІ-C               | ?                  | ?                  | —                    | —                    | —                    | ?      | ?      |
| 1998-99               | «Тернана»             | B                     | 10        | 0         | КІ                 | 1                  | 0                  | —                    | —                    | —                    | 11     | 0      |
| 1999-00               | «Тернана»             | B                     | 32        | 1         | КІ                 | 4                  | 0                  | —                    | —                    | —                    | 36     | 1      |
| 2000-01               | «Тернана»             | B                     | 32        | 0         | КІ                 | 2                  | 0                  | —                    | —                    | —                    | 34     | 0      |
| 2001-02               | «Тернана»             | B                     | 24        | 0         | КІ                 | 1                  | 0                  | —                    | —                    | —                    | 25     | 0      |
| 2002-03               | «Тернана»             | B                     | 12        | 0         | КІ                 | 1                  | 0                  | —                    | —                    | —                    | 13     | 0      |
| 2003-04               | «Тернана»             | B                     | 33        | 0         | КІ                 | 1                  | 0                  | —                    | —                    | —                    | 34     | 0      |
| Усього за «Тернану»   | Усього за «Тернану»   | Усього за «Тернану»   | 143       | 1         |                    | 10                 | 0                  |                      | —                    | —                    | 153    | 1      |
| 2004-05               | «Катандзаро»          | B                     | 15        | 0         | КІ                 | 1                  | 0                  | —                    | —                    | —                    | 16     | 0      |
| 2004–05               | «Наполі»              | C1+плей-оф            | 13+4      | 0         | —                  | —                  | —                  | —                    | —                    | —                    | 17     | 0      |
| 2005-06               | «Наполі»              | C1                    | 32        | 1         | КІ+КІ-C+СК-C1      | 4+1+2              | 0+0+0              | —                    | —                    | —                    | 37     | 1      |
| 2006-07               | «Наполі»              | B                     | 38        | 1         | КІ                 | 3                  | 0                  | —                    | —                    | —                    | 41     | 1      |
| 2007-08               | «Наполі»              | A                     | 19        | 0         | КІ                 | 4                  | 0                  | —                    | —                    | —                    | 23     | 0      |
| 2008-09               | «Наполі»              | A                     | 6         | 0         | КІ                 | 1                  | 0                  | I+КУЄФА              | 1+2                  | 0                    | 10     | 0      |
| 2009-10               | «Наполі»              | A                     | 24        | 0         | КІ                 | 1                  | 0                  | —                    | —                    | —                    | 25     | 0      |
| 2010-11               | «Наполі»              | A                     | 13        | 0         | КІ                 | 0                  | 0                  | ЛЄ                   | 4                    | 0                    | 17     | 0      |
| 2011-12               | «Наполі»              | A                     | 6         | 0         | КІ                 | 0                  | 0                  | ЛЧ                   | 1                    | 0                    | 7      | 0      |
| 2012-13               | «Наполі»              | A                     | 2         | 0         | КІ                 | 0                  | 0                  | ЛЄ                   | 0                    | 0                    | 2      | 0      |
| Усього за «Наполі»    | Усього за «Наполі»    | Усього за «Наполі»    | 153+4     | 2         |                    | 13                 | 0                  |                      | 8                    | 0                    | 180    | 2      |
| Усього                | Усього                | Усього                | 423+8     | 10        |                    | 24+                | ?                  |                      | 8                    | 0                    | 464+   | 10+    |

## Титули і досягнення
- Володар Кубка Італії (1):

«Наполі»: 2011-12